# 斯馬廷德峰
72°33′S 2°57′W / 72.550°S 2.950°W
斯馬廷德峰，是南極洲的山峰，位於毛德皇后地的瑪塔公主海岸，處於博格地塊東端附近，挪威製圖師根據探險隊的測量和拍攝的空中照片繪入地圖，現時由南極條約體系管理。